# Laurent Naveau
Laurent Naveau (Bruselas, 29 de diciembre de 1966) fue un piloto de motociclismo belga.

## Biografía
Su primera presencia en competiciones internaciones de motociclismo 
fue el Campeonato Europeo de Motociclismo de 1988, donde siguió en 1989 y 1992. En esta última edición, obtiene su mejor resultado con el tercer lugar de la general de la categoría de 250.
En cuanto al Mundial de motociclismo, no logra clasificarse para el GP de Bélgica de 1988, pero luego sí 1989 pudo correr este mismo Gran Premio con una Yamaha, con una wild car. Esta primera experiencia finaliza con un puesto 24.
No es hasta 1993 cuando reaparece en el Mundial pero en la categoría de 500cc con una ROC Yamaha y donde acaba con 21 puntos en total.
Siempre con la misma moto y en la misma categoría participó en numerosos Grandes premios también en las siguientes temporadas, hasta 1997 con un décimo puesto en el Gran Premio de los Países Bajos de 1995 como mejor resultado.
Aparte del Mundial, participó en el Campeonato Mundial de Resistencia, haciendo equipo con Albert Aerts y Heinz Platacis, obteniendo el título mundial en 2001 con el equipo WIM Motors Racing 9 con una Honda CBR 1000RR.

## Resultados de carrera

### Campeonato del Mundo de Motociclismo

#### Carreras por año
Sistema de puntos desde 1988 a 1992:
| Posición | 1.º | 2.º | 3.º | 4.º | 5.º | 6.º | 7.º | 8.º | 9.º | 10.º | 11.º | 12.º | 13.º | 14.º | 15.º |
| Puntos   | 20  | 17  | 15  | 13  | 11  | 10  | 9   | 8   | 7   | 6    | 5    | 4    | 3    | 2    | 1    |

Sistema de puntos desde 1993:
| Posición | 1.º | 2.º | 3.º | 4.º | 5.º | 6.º | 7.º | 8.º | 9.º | 10.º | 11.º | 12.º | 13.º | 14.º | 15.º |
| Puntos   | 25  | 20  | 16  | 13  | 11  | 10  | 9   | 8   | 7   | 6    | 5    | 4    | 3    | 2    | 1    |

(Carreras en negrita indica pole position, carreras en cursiva indica vuelta rápida)
| Año  | Clase | Equipo     | 1      | 2       | 3       | 4       | 5      | 6       | 7      | 8       | 9       | 10     | 11      | 12     | 13     | 14     | 15      | Pts. | Pos. |
| ---- | ----- | ---------- | ------ | ------- | ------- | ------- | ------ | ------- | ------ | ------- | ------- | ------ | ------- | ------ | ------ | ------ | ------- | ---- | ---- |
| 1988 | 250cc | Yamaha     | JPN -  | USA -   | ESP -   | EXP -   | NAT -  | GER -   | AUT -  | NED -   | BEL DNQ | YUG -  | FRA -   | GBR -  | SWE -  | CZE -  | BRA -   | 0    | -    |
| 1989 | 250cc | Yamaha     | JPN -  | AUS -   | USA -   | ESP -   | NAT -  | GER -   | AUT -  | YUG -   | NED -   | BEL 24 | FRA -   | GBR -  | SWE -  | CZE -  | BRA -   | 0    | -    |
| 1993 | 500cc | ROC-Yamaha | AUS 11 | MAL 11  | JPN 16  | ESP Ret | AUT 12 | GER 12  | NED 15 | EUR Ret | RSM Ret | GBR 15 | CZE Ret | ITA 21 | USA 15 |        |         | 21   | 18.º |
| 1994 | 500cc | ROC-Yamaha | AUS 16 | MAL Ret | JPN 14  | ESP Ret | AUT 15 | GER 14  | NED 12 | ITA 16  | FRA Ret | GBR 13 | CZE Ret | USA 13 | ARG 14 | EUR 14 |         | 19   | 18.º |
| 1995 | 500cc | ROC-Yamaha | AUS 16 | MAL Ret | JPN 17  | ESP 13  | GER 13 | ITA 19  | NED -  | FRA 10  | GBR -   | CZE 14 | RIO 13  | ARG 16 | EUR 12 |        |         | 21   | 18.º |
| 1996 | 500cc | ROC-Yamaha | MAL 13 | INA 16  | JPN Ret | SPA -   | ITA -  | FRA -   | NED -  | GER DNQ | GBR -   | AUT -  | CZE -   | IMO -  | CAT -  | BRA 18 | AUS Ret | 3    | 26.º |
| 1997 | 500cc | ROC-Yamaha | MAL 17 | JPN Ret | SPA 19  | ITA 16  | AUT 15 | FRA Ret | NED 16 | IMO Ret | GER 16  | BRA 16 | GBR 18  | CZE 14 | CAT 19 | INA 18 | AUS 19  | 3    | 27.º |